# اللجنة الأوروبية للتقييس الكهروتقني

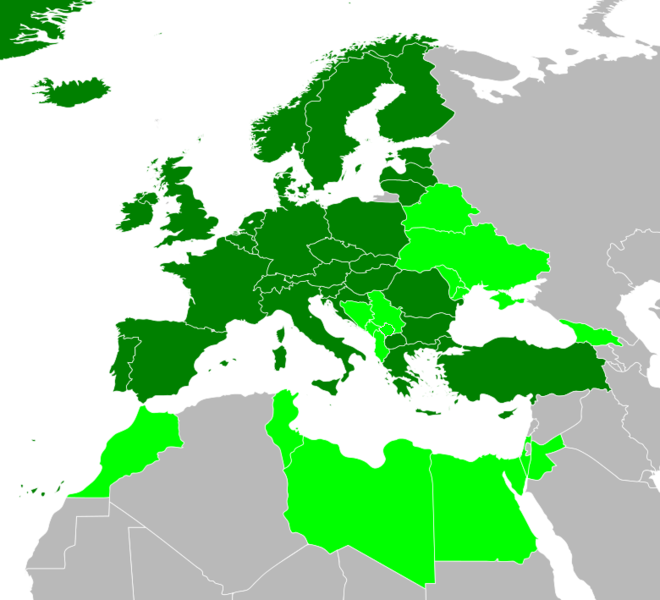
عضوية اللجنة الأوروبية للتقييس الكهروتقني. أخضر داكن - أعضاء ؛ الضوء الأخضر - الشركات التابعة

اللجنة الأوروبية للتقييس الكهروتقني (بالإنجليزية: European Committee for Electrotechnical Standardization)‏ و يرمز لها أيضا بالرمز CENELEC هي المسؤولة عن التقييس الأوروبي في مجال الهندسة الكهربائية. جنبا إلى جنب مع المعهد الأوروبي لمعايرة الاتصالات (اتصال عن بعد) و CEN (المجالات الفنية الأخرى) ، فإنها تشكل النظام الأوروبي للتوحيد القياسي التقني. يتم اعتماد المعايير المنسقة من قبل هذه الوكالات بانتظام في العديد من البلدان خارج أوروبا والتي تتبع المعايير الفنية الأوروبية. على الرغم من أن اللجنة الأوروبية للتقييس الكهروتقني تعمل بشكل وثيق مع الاتحاد الأوروبي ، إلا أنها ليست مؤسسة تابعة للاتحاد الأوروبي. ومع ذلك فإن معاييرها هي معايير الاتحاد الأوروبي والمنطقة الاقتصادية الأوروبية ، وذلك بفضل لائحة الاتحاد الأوروبي رقم 1025/2012.
تأسست اللجنة الأوروبية للتقييس الكهروتقني "CENELEC" في عام 1973. قبل ذلك كانت هناك منظمتان مسؤولتان عن التقييس الكهروتقني: CENELCOM و CENEL. CENELEC هي منظمة غير ربحية بموجب القانون البلجيكي ، ومقرها في بروكسل. الأعضاء هم هيئات التقييس الوطنية الكهروتقنية لمعظم الدول الأوروبية.